# Cribbage pool
Cribbage pool – odmiana bilarda w której ważną rolę odgrywają "pary". Parą nazywamy dwie bile, których suma wynosi 15.

## Używane bile
Standardowy zestaw piętnastu bil kolorowych ponumerowanych kolejno od 1 do 15 oraz bila biała.

## Ustawienie początkowe
Przed rozpoczęciem bile ustawia się jak do ósemki.

## Cel gry
Wbicie więcej par niż przeciwnik.

## Zasady
Gracz może kontynuować turę gdy wbije jakąkolwiek bilę. Nie wbicie bili, bądź faul oznacza koniec tury i rozpoczęcie tury przeciwnika. Gra toczy się do oczyszczenia stołu z wszystkich bil. Gdy zawodnik w swej turze wbije parę (obie bile muszą być wbite w tej turze, ale niekoniecznie w jednym uderzeniu), uzyskuje punkt. Wygrywa osoba z 5 punktami.